# Huai Thalaeng (huyện)
Huai Thalaeng (tiếng Thái: ห้วยแถลง) là một huyện (amphoe) ở phía đông của tỉnh Nakhon Ratchasima, đông bắc Thái Lan.

## Lịch sử
Làng Huai Thalaeng thuộc tambon Ngio (ตำบลงิ้ว), huyện Phimai. Làng này đã được nâng cấp thành tambon Huai Thalaeng năm 1961 và trở thành tiểu huyện (King Amphoe) sau này. Tiểu huyện được chính thức nâng cấp thành huyện năm 1963.

## Địa lý
Các huyện giáp ranh (từ phía tây theo chiều kim đồng hồ) là Chakkarat, Phimai và Chum Phuang của tỉnh Nakhon Ratchasima, và Lam Plai Mat và Nong Hong của tỉnh Buriram.

## Hành chính
Huyện này được chia thành 10 phó huyện (tambon). Thị trấn (thesaban tambon) Huai Thlaeng nằm trên một phần tambon Huai Thalaeng và Thap Sawai.
| 1.  | Huai Thalaeng    | ห้วยแถลง    |  |
| 2.  | Thap Sawai       | ทับสวาย     |  |
| 3.  | Mueang Phlapphla | เมืองพลับพลา |  |
| 4.  | Lung Takhian     | หลุ่งตะเคียน  |  |
| 5.  | Hin Dat          | หินดาด      |  |
| 6.  | Ngio             | งิ้ว         |  |
| 7.  | Kong Rot         | กงรถ       |  |
| 8.  | Lung Pradu       | หลุ่งประดู่    |  |
| 9.  | Tako             | ตะโก       |  |
| 10. | Huai Khaen       | ห้วยแคน     |  |